# Садко (подводная лодка)
Садко́ — гражданская подводная лодка, спущенная на воду в 1997 году. Судно спроектировано конструкторским бюро «Рубин», способно вместить 40 пассажиров и погружаться на глубину до 40 метров, предназначено для использования в качестве туристического экскурсионного судна. Сначала она работала в Сент-Люсии, но с 2001 года базируется на Кипре, где работает в Ларнаки.

## Дизайн
«Садко» был построен на Охтинских верфях в Санкт-Петербурге. Первая подводная лодка этого типа, «Нептун» была спущена на воду в 1991 году. «Садко» был разработан конструкторским бюро «Рубин» в 1994 году как развитие «Нептуна». Проект был примером использования военных технологий в гражданских целях, а судно было названо в честь Садко, славянского сказочного персонажа, у которого были приключения на морском дне. Подводное транспортное судно предназначено для использования туристическими операторами в Карибском бассейне, Средиземноморье или в Малайзии.
«Садко» имеет длину 30 метров, вмещает 40 пассажиров и имеет 22 иллюминатора для подводного наблюдения. Она приводится в движение полностью электрическим приводом и не имеет гидравлических систем, что сводит к минимуму риск для окружающей среды от разливов жидкости. Подводная лодка была разработана для погружения под воду на глубину до 40 метров и может оставаться там в течение трех дней. Ее скорость составляет 3 узла (5,6 км/ч).